# Список померлих 2011 року
Це список значимих людей, що померли 2011 року, упорядкований за датою смерті. Під кожною датою перелік в алфавітному порядку за прізвищем або псевдонімом.
Смерті значимих тварин та інших біологічних форм життя також зазначаються тут.
Типовий запис містить інформацію в такій послідовності:
- Ім'я, вік, країна громадянства і рід занять (причина значимості), встановлена причина смерті і посилання.

## Вересень

### 12 вересня
- Тронько Петро Тимофійович, 96, доктор історичних наук, голова правління Національної спілки краєзнавців України (1990—2011), Заслужений діяч науки і техніки України.

## Серпень

### 27 серпня
- Ія Саввіна, 75, радянська і російська акторка театру та кіно, народна артистка РРФСР (1976), Народна артистка СРСР (1990).

### 17 серпня
- Джарти Василь Георгійович, 53, український політик, прем'єр-міністр Криму з 17 березня 2010.

### 16 серпня
- Аметов Ільмі Ганійович, 63—64, кримськотатарський скульптор, діяч кримськотатарського національного руху з 1960-х років.

### 5 серпня
- Анджей Леппер, 57, засновник та голова партії Самооборона Республіки Польща; найдений повішеним.

### 3 серпня
- Петров Микола Арнольдович, 68, радянський і російський піаніст, народний артист СРСР.

## Липень

### 23 липня
- Емі Вайнгауз, 27, британська соул-співачка.

### 20 липня
- Люсьєн Фрейд, 88, британський художник німецько-єврейського походження, відомий як автор серії портретів світових знаменитостей.

### 17 липня
- Хуан Марія Бордаберрі, 83, президент і диктатор Уругваю з 1972 по 1976 рік; помер, відбуваючи 30-річне ув'язнення.

### 10 липня
- Ролан Петі, 87, французький танцівник і хореограф.

## Червень

### 23 червня
- Пітер Фальк, 83, американський актор, найбільш відомий за роллю лейтенанта Коломбо в однойменному серіалі, лауреат Золотого глобуса (1973) та п'яти премій Еммі.

### 4 червня
- Моріс Гаррель, 88, французький актор театру і кіно, засновник акторсько-режисерської династії.

## Травень

### 29 травня
- Багапш Сергій Васильович, 62, президент самопроголошеної Республіки Абхазія (з 2005).

### 7 травня
Гунтер Закс, 78, німецький фотограф.

### 2 травня
- Абалкін Леонід Іванович, 80, радянський і російський економіст.
- Осама бен Ладен, 54, міжнародний терорист, поборник ісламу, колишній лідер міжнародної ісламської терористичної організації «Аль-Каїда»; вбитий.
- Лазарев Олександр Сергійович, 73, російський актор, Народний артист Росії (1977).

## Квітень

### 29 квітня
- Крайнєв Володимир Всеволодович, 67, радянський піаніст, професор Ганноверської вищої школи музики.

### 27 квітня
- Кон Ігор Семенович, 82, радянський і російський соціолог, антрополог, філософ.

## Березень

### 30 березня
- Гурченко Людмила Марківна, 75, радянська акторка та співачка, народна артистка СРСР (родом з Харкова).

### 23 березня
- Елізабет Тейлор, 79, англо-американська акторка, кавалер Ордена Британської імперії.

## Лютий

### 28 лютого
- Анні Жирардо, 79, французька акторка театру і кіно.

### 24 лютого
- Ковальов Сергій Микитович, 91, генеральний конструктор радянських атомних підводних крейсерів, академік РАН, двічі Герой Соціалістичної Праці.

### 14 лютого
- Джордж Ширінг, 91, американський джазовий піаніст-віртуоз і композитор.

### 10 лютого
- Лаврентьєв Олег Олександрович, 84, радянський, російський і український фізик, «батько водневої бомби».

### 6 лютого
- Ґері Мур, 58, ірландський блюз-роковий гітарист, співак, автор пісень.
- Кен Олсен, 84, американський інженер, засновник Digital Equipment Corporation, піонер комп'ютерної індустрії.

### 3 лютого
- Шмига Тетяна Іванівна, 82, зірка російської оперети, народна артистка СРСР.

## Січень

### 24 січня
- Ганна Яблонська, 29, український російськомовний драматург, поетеса; загинула в результаті терористичного акту (вибуху).

### 19 січня
- Боднар Ігор Ярославович, 70, український графік.

### 16 січня
- Буряк Володимир Дмитрович, 66, український поет, прозаїк, літературознавець.

### 5 січня
- Коробчинський Олександр Леонідович, 41, український підприємець і політик, голова Партії промисловців і підприємців України (з 2009); вбитий.

### 3 січня
- Скороход Анатолій Володимирович, 80, український математик.